# Luis Fernando Tena
Luis Fernando Tena Garduño (né le 20 janvier 1958 à Mexico) est un joueur mexicain de football reconverti entraineur .

## Biographie
Il est le sélectionneur de l'équipe olympique du Mexique, remportant les Jeux olympiques 2012. Il est le sélectionneur adjoint de José Manuel de la Torre entre 2010 et 2013. 
Il participe à la Copa América 2011, où le Mexique est éliminé au premier tour. Il dirige la sélection mexicaine de nouveau en 2013. 

## Palmarès
- Finaliste de la Coupe des champions de la CONCACAF en 1984 avec le Chivas de Guadalajara
- Médaillé d'or aux Jeux olympiques d'été de 2012 avec l'équipe du Mexique